# Gordon Jewett
Gordon Jewett (* 13. Januar 1978 in Toronto) ist ein ehemaliger kanadischer Skilangläufer.

## Werdegang
Jewett belegte bei den Nordischen Junioren-Skiweltmeisterschaften 1997 in Canmore den 60. Platz über 10 km klassisch sowie den 52. Rang über 30 km Freistil und bei den Nordischen Junioren-Skiweltmeisterschaften 1998 in Pontresina den 62. Platz über 30 km klassisch sowie den 31. Rang über 10 km Freistil. In der Saison 2000/01 nahm er in Salt Lake City erstmals am Weltcup teil, wobei er den 47. Platz im 30-km-Massenstartrennen errang. In den folgenden Jahren kam er bei den Nordischen Skiweltmeisterschaften 2003 im Val di Fiemme auf den 63. Platz in der Doppelverfolgung, auf den 55. Platz im 30-km-Massenstartrennen sowie auf den 48. Platz im Sprint und bei den Nordischen Skiweltmeisterschaften 2005 in Oberstdorf auf den 68. Platz über 15 km Freistil sowie auf den 37. Rang im Sprint. In der Saison 2007/08 erreichte er mit dem 14. Platz in der Gesamtwertung des Nor-Am-Cups seine beste Gesamtplatzierung in dieser Rennserie und wurde im März 2009 kanadischer Meister im 50-km-Massenstartrennen. In der Saison 2009/10 absolvierte er in Canmore sein letztes Weltcuprennen, welches er auf dem 32. Platz über 15 km Freistil beendete und damit seine beste Platzierung im Weltcupeinzel errang. Beim Saisonhöhepunkt, den Olympischen Winterspielen 2010 in Vancouver, belegte er den 52. Platz über 15 km Freistil.

## Erfolge

### Olympische Spiele
- 2010 Vancouver: 52. Platz 15 km Freistil

### Nordische Skiweltmeisterschaften
- 2003 Val di Fiemme: 48. Platz Sprint Freistil, 55. Platz 30 km klassisch Massenstart, 63. Platz 20 km Doppelverfolgung
- 2005 Oberstdorf: 37. Platz Sprint klassisch, 68. Platz 15 km Freistil

### Siege bei Continental-Cup-Rennen
| Nr. | Datum         | Ort      | Disziplin                    | Serie      |
| --- | ------------- | -------- | ---------------------------- | ---------- |
| 1.  | 15. März 2009 | Duntroon | 50 km Freistil Massenstart 1 | Nor-Am-Cup |